# Limburg mijn Vaderland
Limburg mijn Vaderland (Limburg mein Vaterland) ist die Hymne der niederländischen sowie der belgischen Provinz Limburg. Der Text des Liedes wurde von Gerard Krekelberg (1864–1937) im Jahre 1909 geschrieben. Die Melodie stammt von Hendrik Thyssen (1862–1926). Thyssen stammte aus Roermond und verfasste 1912 auch die dortige Stadthymne Oud en trouw Roermond.
In Belgisch-Limburg wird freilich die 1939 hinzugefügte vierte Strophe, in der die Treue zum Haus Oranien-Nassau beschworen wird, nicht gesungen. 
Die Hymne hatte die klare politische Absicht, die Zugehörigkeit des Landes Limburg zu den Niederlanden zu unterstreichen. Obwohl der örtliche Dialekt, das Limburgische, von manchen als eigenständige Sprache angesehen wird, ist ausgerechnet die Hymne des Landes in niederländischer Standardsprache verfasst.
Die Provinz Limburg, im äußersten südöstlichen Zipfel des Landes gelegen, wurde und wird sowohl von ihren Bewohnern als auch von den übrigen Niederländern (wenn auch oft eher scherzhaft) nicht als „echter“ Bestandteil der Niederlande angesehen. Die Bevölkerung ist katholisch, nicht reformiert, die Landschaft ist hügelig, Straßen und Gebäude der alten Städte sind aus Naturstein, nicht aus Ziegeln errichtet und das Limburgische ist den Bewohnern der übrigen Provinzen nahezu unverständlich.
In der Zeit der Niederschrift des Gedichtes, um 1900, spielte das Niederländische im Limburger Alltagsleben keine Rolle. In der Region wurde fast nur limburgisch gesprochen. Zeitungen erschienen bis weit ins 20. Jahrhundert hinein (auch) auf Deutsch, in vielen Teilen Limburgs war Deutsch die Sprache in Kirchen und Schulen. Die Hauptstadt Maastricht war dagegen noch eng mit der (frankophonen) Provinz Lüttich verbunden.
Die Verwendung der niederländischen Sprache und insbesondere der Text der vierten Strophe sollten deshalb ein Zeichen der Zugehörigkeit zu den Niederlanden setzen.
(1)
Waar in 't bronsgroen eikenhout, 't nachtegaaltje zingt;

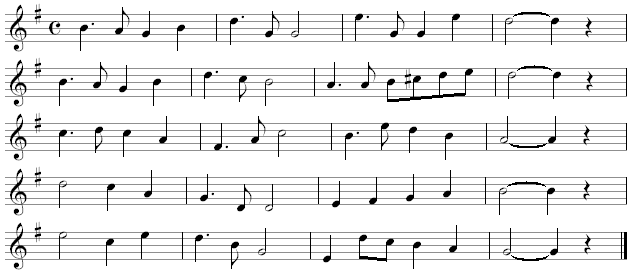
In 't bronsgroen eikenhout (in G-Dur)

Over 't malsche korenveld 't lied des leeuwriks klinkt;

Waar de hoorn des herders schalt langs der beekjes boord:

Daar is mijn Vaderland, Limburg dierbaar oord!
(2)
Waar de breede stroom der Maas, statig zeewaarts vloeit;

Weeldrig sappig veldgewas kostelijk groeit en bloeit;

Bloemengaard en beemd en bosch, overheerlijk gloort:

Daar is mijn Vaderland, Limburg dierbaar oord!
(3)
Waar der vad'ren schoone taal klinkt met held're kracht;
Waar men kloek en fier van aard vreemde praal veracht;
Eigen zeden, eigen schoon, 't hart des volks bekoort:
Daar is mijn Vaderland, Limburg dierbaar oord!
(4)
Waar aan 't oud Oranjehuis, 't volk blijft hou en trouw;
Met ons roemrijk Nederland, één in vreugd en rouw;
Trouw aan plicht en trouw aan God, heerscht van Zuid tot Noord:
Daar is mijn Vaderland, Limburg dierbaar oord!